# Zygophlebia dudleyi
Zygophlebia dudleyi är en stensöteväxtart som beskrevs av Luther Earl Bishop. Zygophlebia dudleyi ingår i släktet Zygophlebia och familjen Polypodiaceae. Inga underarter finns listade.